# Nikulino (rejon smoleński)
Nikulino (ros. Никулино) – wieś (ros. деревня, trb. dieriewnia) w zachodniej Rosji, w osiedlu wiejskim Smietaninskoje rejonu smoleńskiego w obwodzie smoleńskim.

## Geografia
Miejscowość położona jest w pobliżu rzeki Krapiwnia, 1 km od drogi federalnej R120 (Orzeł – Briańsk – Smoleńsk – Witebsk), 3 km od drogi magistralnej M1 «Białoruś», 2,5 km od przystanku kolejowego Woronino, 1,5 km od centrum administracyjnego osiedla wiejskiego (Smietanino), 28 km od centrum Smoleńska.

## Demografia
W 2010 r. miejscowość liczyła sobie 1 mieszkańca.